# Nationalstaatsgesetz (Israel)

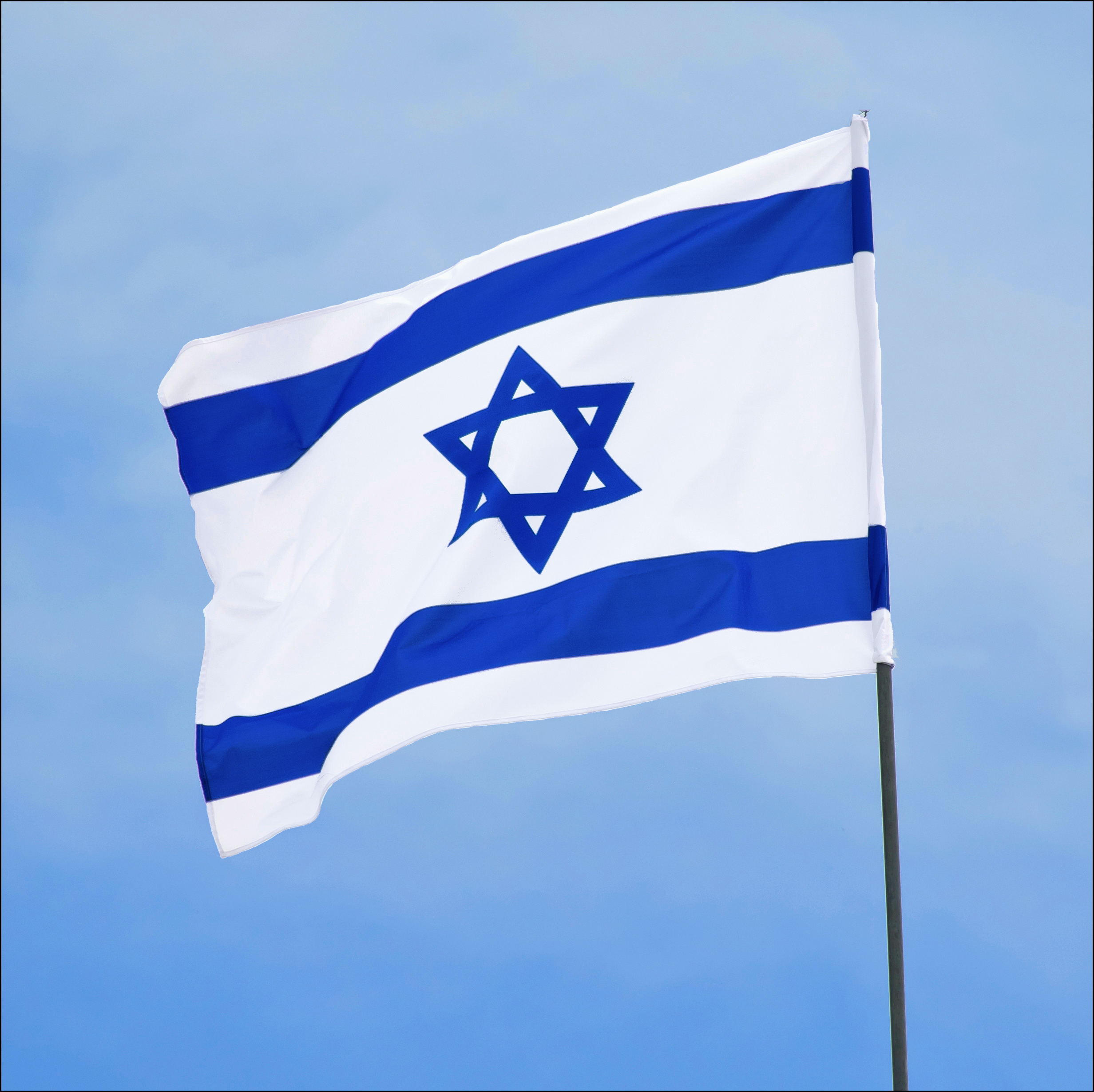
Flagge des Staates Israel

Staatswappen Israels

Das Grundgesetz: Israel – Der Nationalstaat des jüdischen Volkes (hebräisch חוק יסוד: ישראל – מדינת הלאום של העם היהודי), allgemein bezeichnet als Nationalstaatsgesetz, auch Nationalgesetz oder Nationalitätengesetz, ist ein Gesetz des Staates Israel, das den jüdischen Charakter des Staates festschreibt und die nationalen Werte des Staates Israel rechtsverbindlich verankert. Als eines der israelischen Grundgesetze ist das Gesetz Teil der Verfassung des Landes.
Darin wird festgeschrieben, dass Israel die „nationale Heimstätte des jüdischen Volkes“ und das vereinte Jerusalem die Hauptstadt ist. Hebräisch wird zur alleinigen Nationalsprache erklärt, während Arabisch, das in Israel bisher ebenfalls offizielle Sprache war, nur einen nicht näher definierten Sonderstatus erhielt. Betont wird auch, dass jüdische Siedlungen in Israel im Interesse des Nationalstaates seien.
Das Gesetz wurde von Avi Dichter (Likud) und weiteren Abgeordneten eingebracht und am 19. Juli 2018 nach achtstündiger Debatte mit 62 Stimmen bei 55 Gegenstimmen und 2 Enthaltungen in der Knesset verabschiedet.
Dem ging eine jahrelange Debatte voraus; Avi Dichter hatte den Gesetzesvorschlag im Jahr 2011 erstmals eingebracht. Das Nationalstaatsgesetz führte zu heftigen Kontroversen: Für Ministerpräsident Netanjahu ist die Verabschiedung des Gesetzes ein „Schlüsselmoment in der Geschichte des Zionismus und des Staates Israel“. Israel sei der Staat des jüdischen Volkes, der zugleich die Bürgerrechte aller Einwohner respektiere. Arabische Abgeordnete hingegen verurteilten das Gesetz.

## Inhalt des Gesetzes

Text der Nationalhymne

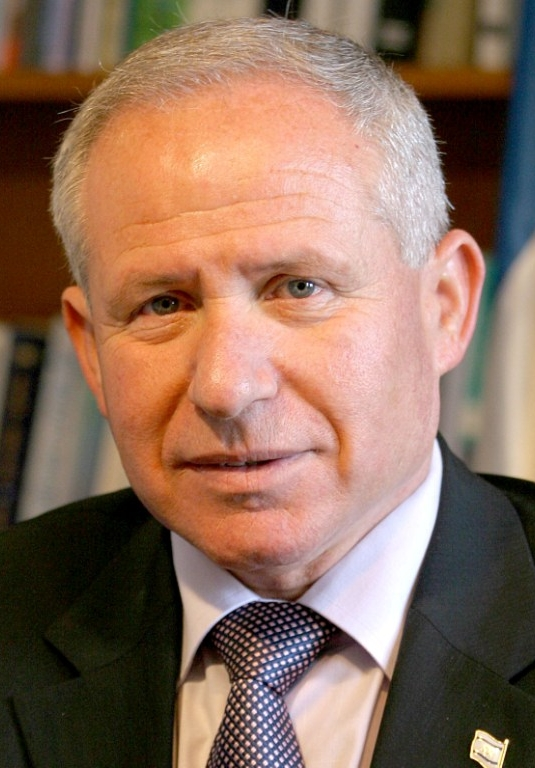
Avi Dichter (Likud)

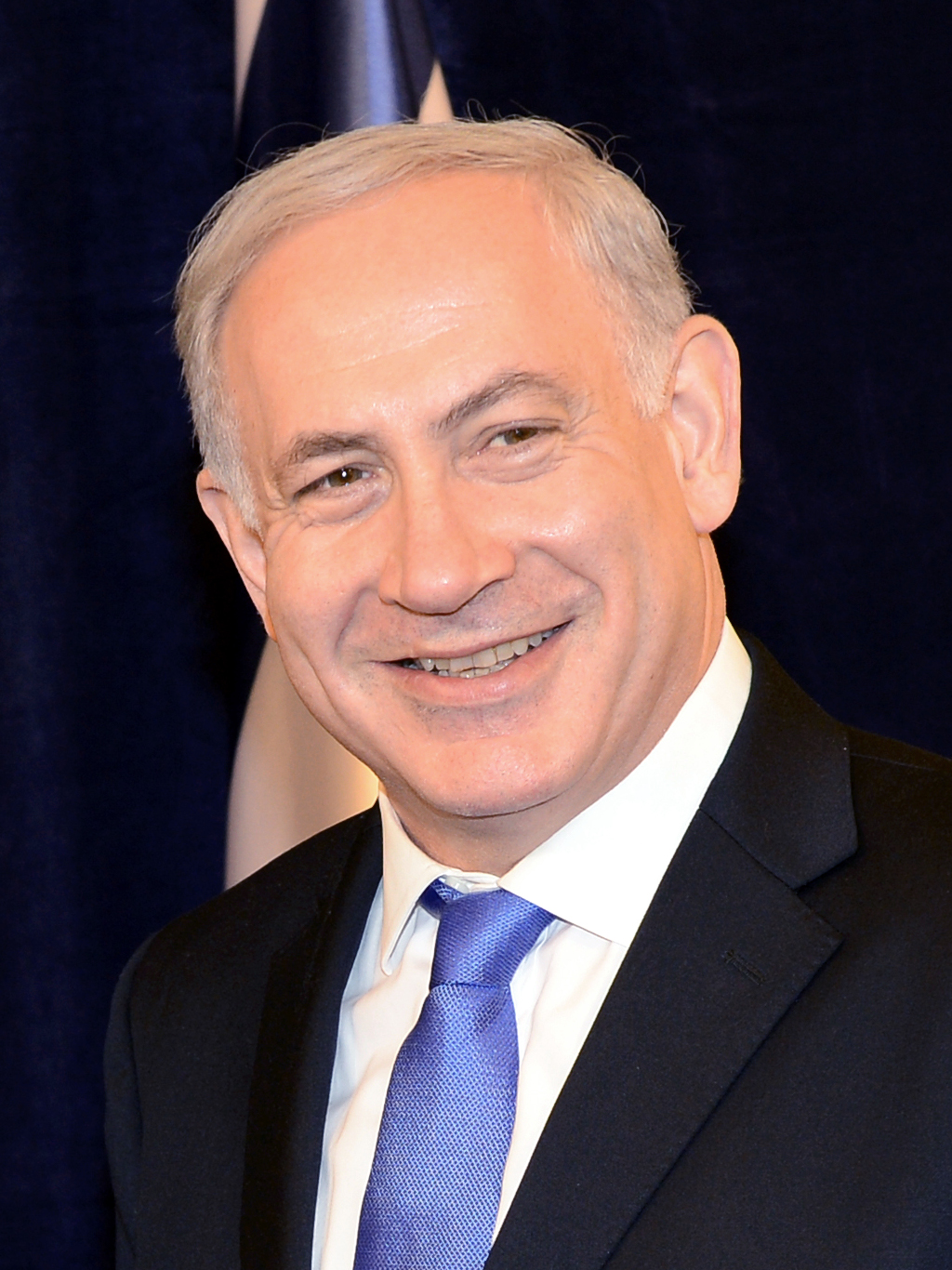
Benjamin Netanjahu

Das Nationalstaatsgesetz enthält elf Artikel.
1. Grundprinzipien
Das Land Israel, in dem der Staat Israel gegründet wurde, ist die historische Heimat des jüdischen Volkes. Dieser Staat Israel ist der Nationalstaat des jüdischen Volkes, in dem es sein Recht auf nationale, kulturelle, historische und religiöse Selbstbestimmung ausübt. Das Recht auf nationale Selbstbestimmung ist im Staat Israel einzig für das jüdische Volk.
2. Symbole des Staates
Der Name des Staates lautet Israel. Die Flagge ist weiß mit einem blauen Davidsstern im Zentrum und zwei blauen Streifen an den Rändern. Das Staatswappen ist die Menora, flankiert von zwei Ölzweigen und dem Schriftzug „Israel“ unter der Menora. Die Nationalhymne ist die HaTikwa.
3. Hauptstadt
Die Hauptstadt des Staates Israel ist das ganze und vereinigte Jerusalem (vgl. das Jerusalemgesetz von 1980).
4. Sprache
Die Amtssprache des Staates Israel ist Hebräisch. Arabisch hat in Israel einen Sonderstatus; der Gebrauch des Arabischen in Behörden wird von Einzelgesetzen geregelt. Der bisherige Gebrauch des Arabischen wird durch dieses Gesetz nicht eingeschränkt.
5. Jüdische Einwanderung
Der Staat ist offen für jüdische Einwanderung und die „Einsammlung der Exilierten“.
6. Verbindung zum jüdischen Volk
Es ist ein Staatsziel, die Sicherheit aller Mitglieder des jüdischen Volkes zu gewährleisten, die wegen ihres Judeseins oder wegen ihrer Staatsangehörigkeit in Gefahr oder in Gefangenschaft sind. Der Staat Israel vertieft die Beziehungen zur jüdischen Diaspora. Er bewahrt das kulturelle, historische und religiöse Erbe der Diaspora.
7. Jüdische Siedlungen
Der Staat Israel sieht im jüdischen Siedlungsbau einen nationalen Wert. Er ermutigt und unterstützt den Bau und die Konsolidierung jüdischer Siedlungen.
8. Kalender
Der Hebräische Kalender ist offizieller Kalender des Staates Israel. Daten werden nach dem Hebräischen und dem Gregorianischen Kalender angegeben; den Gebrauch beider Kalender regelt ein Gesetz.
9. Unabhängigkeitstag und Gedenktage
Der Unabhängigkeitstag ist Israels Nationalfeiertag. Staatliche Gedenktage sind: Tag der Gefallenen in Israels Kriegen und Tag des Gedenkens an Holocaust und Heldentum.
10. Ruhetage und Sabbat
Der Sabbat und die jüdischen Feiertage sind offizielle Ruhetage. Nichtjuden haben das Recht, ihre Sabbate und Feiertage zu befolgen; das Nähere regelt ein Gesetz.
11. Unveränderlichkeit
Dieses Grundgesetz kann nur durch ein neues Grundgesetz geändert werden, das mit Mehrheit in der Knesset verabschiedet wird.

## Hintergrund
Eine Mehrheit der Israelis sei, so Peter Lintl, grundsätzlich für die Idee der Kodifizierung Israels als Nationalstaat der Juden, es handle sich dabei lediglich um das Festschreiben der Tatsache, dass Israel als jüdischer Staat gegründet wurde.
Dass viele Knessetabgeordnete und Teile der Bevölkerung eine Notwendigkeit für ein „Nationalstaatsgesetz“ sehen, ist auch in den Forderungen und Aktivitäten insbesondere des „Nationalkomitees der Oberhäupter der arabischen örtlichen Behörden in Israel“ begründet, eine Dachorganisation, die Araber in Israel auf nationaler Ebene vertritt. In ihrem Manifest „The Future Vision of the Palestinian Arabs in Israel“ verlangen sie die Erodierung des jüdischen Charakters des Staates.
Zudem befürchten viele Israelis angesichts des stagnierenden Friedensprozesses und anhaltender europäischer Kritik, insbesondere am Siedlungsbau, dass die Legitimität des Staates zunehmend in Frage gestellt wird. Deshalb könne das Gesetz eine Selbstvergewisserung über die Legitimität des jüdischen Staates herbeiführen.

## Entstehungsgeschichte

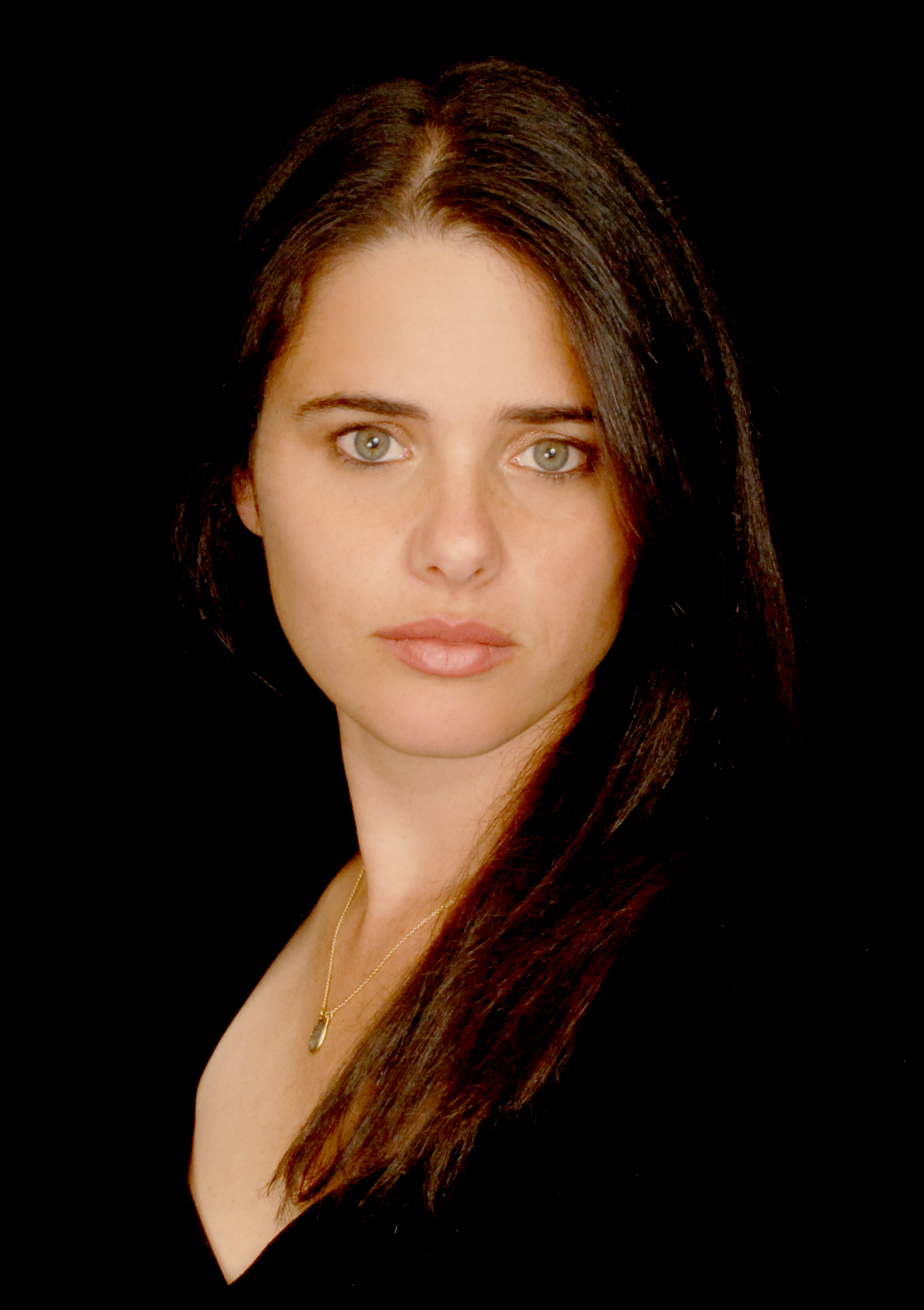
Ajelet Schaked

Den ersten Vorschlag reichte Avi Dichter zusammen mit 39 weiteren Knesset-Mitgliedern am 3. August 2011 ein.
Ze’ev Elkin (Likud) reichte den Entwurf in der 19. Knesset erneut ein. Ein weiterer Vorschlag wurde am 22. Juli 2013 eingereicht, verfasst von den Abgeordneten Ajelet Schaked (HaBajit haJehudi), Yariv Levin (Likud) und Robert Ilatov (Jisra’el Beitenu), die die Gesetzesinitiative wie folgt begründeten:
„Auf dem ersten zionistischen Kongress wurde der Basler Plan angenommen, nach dem das Ziel des Zionismus darin bestand, ‚eine nationale Heimat für das jüdische Volk in Eretz Israel zu errichten‘. In der Unabhängigkeitserklärung wurde der neue Staat zum jüdischen Staat und zur nationalen Heimat des jüdischen Volkes erklärt. Im Jahr 2001 wurde der Kinneret Covenant veröffentlicht, dessen erster Artikel besagt: ‚Der Staat Israel ist die nationale Heimat des jüdischen Volkes.‘ […] Trotz des breiten Konsenses in der israelischen Öffentlichkeit bezüglich der Definition des Staates Israel als eines jüdischen Staates, sind die Merkmale des Staates Israel als Nationalstaat des jüdischen Volkes niemals in den Grundgesetzen des Staates verankert worden.“
Die im Vorfeld des nun beschlossenen Gesetzes geäußerte Kritik drehte sich vor allem um zwei Punkte, die beide geändert wurden. Zum einen erhält Arabisch, das zwar nicht offizielle Sprache des Staates wird, einen „speziellen Status“ und kann damit weiter auf Ämtern benutzt werden. Der andere Punkt war Absatz 7B im Gesetzesentwurf. Er sah vor, dass in Zukunft Kommunen entstehen dürften, die Arabern aufgrund ihrer ethnischen Zugehörigkeit ein Wohnrecht vorenthalten könnten. Der Paragraf lautet nun: „Der Staat sieht die Entwicklung jüdischer Siedlungen als nationalen Wert an und wird deren Entstehung fördern und unterstützen.“

## Reaktionen

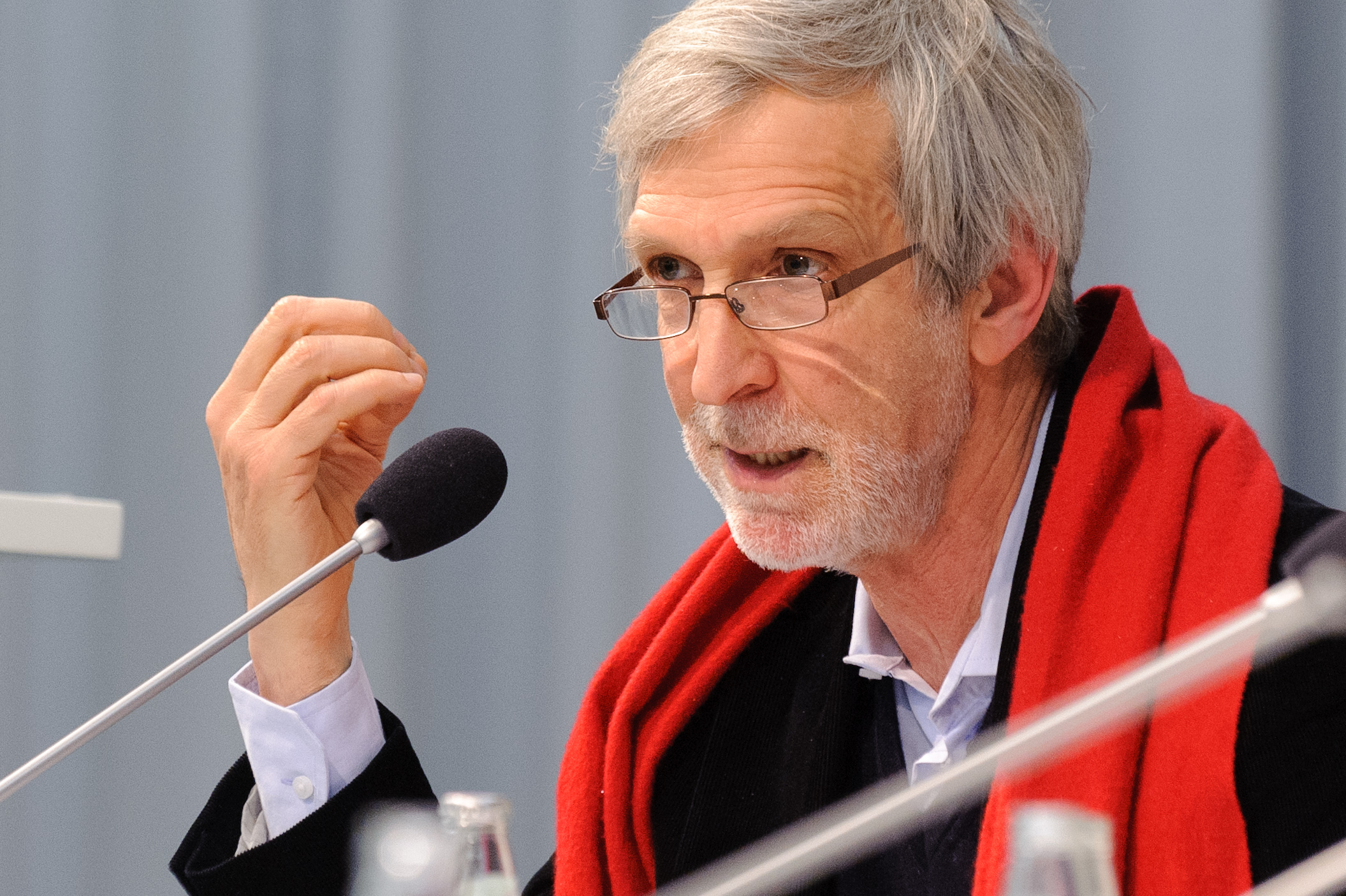
Der Diplomat Schimon Stein

Eine Sprecherin der Außenbeauftragten der Europäischen Union Federica Mogherini erklärte, man habe die Besorgnis der EU über das Gesetz zum Ausdruck gebracht und werde sich diesbezüglich mit den israelischen Stellen austauschen; man halte weiter an der Zwei-Staaten-Lösung zwischen Israel und Palästinensern fest.
Benny Begin, Sohn des Mitbegründers der jetzigen Regierungspartei Likud, artikulierte seine Besorgnis über die Richtung seiner Partei; seiner Meinung nach bewegt sich die Likudpartei wieder ein Stück weiter weg von den Menschenrechten.
Adalah (Zentrum für die Rechte der arabischen Minderheit in Israel) schreibt in seinem Positionspapier, das Gesetz enthalte „Schlüsselelemente der Apartheid, was nicht nur unmoralisch, sondern unter internationalem Recht absolut verboten“ sei. Das Gesetz mache Israel zu einem ausschließlich jüdischen Staat, es habe „Diskriminierung zu einem Verfassungswert erhoben“.
Der arabische Abgeordnete Ayman Odeh sieht in dem Gesetz „den Tod unserer Demokratie“. Arabische Abgeordnete zerrissen im Parlament Ausdrucke des Gesetzesentwurfs.
Schimon Stein und Moshe Zimmermann kommentieren, das neue Gesetz stelle die Gleichberechtigung der in Israel lebenden Araber in Frage: Arabisch verliere seinen Status als Amtssprache, der muslimische Kalender sei nicht länger offiziell. Und nur die jüdische Besiedlung des Landes und die jüdische Einwanderung gälten als Grundwerte. Der erste Satz „Das Land Israel ist die historische Heimat des jüdischen Volkes, in dem der Staat Israel entstand“ eröffne Möglichkeiten für die Annexion des Westjordanlandes, für den Abschied von der Zwei-Staaten-Lösung und der Demokratie.
Für Ministerpräsident Netanjahu ist die Verabschiedung des Gesetzes „ein entscheidender Moment in der Geschichte des israelischen Staates“. 122 Jahre nach der Verkündung der Vision Theodor Herzls habe Israel damit das Gründungsprinzip seiner Existenz bestimmt. Israel sei gleichzeitig der Nationalstaat des jüdischen Volkes, wie es als einziger Staat im Nahen Osten die Rechte aller Bürger respektiere.
In der Jerusalem Post versteht man die Empörung darüber nicht, dass Arabisch nicht als offizielle Sprache gelistet wird, da im Folgesatz des Gesetzes festgehalten sei, dass der Status des Arabischen nicht beeinträchtigt werde. Da Arabisch auch weiterhin auf israelischen Straßenschildern zu lesen sein werde, seien die tatsächlichen Auswirkungen auf die arabisch-israelische Bevölkerung „offensichtlich vernachlässigbar“.